# Internet Explorer
Internet Explorer (IE o MSIE), noto anche come Windows Internet Explorer (WIE), è stato un browser web grafico proprietario sviluppato da Microsoft e incluso in Windows a partire dal 1995. Dal giugno 2022 non è più supportato da Microsoft e dal 14 febbraio 2023 non è più utilizzabile su Windows 10 e 11 (si viene reindirizzati a Microsoft Edge).
Il browser è stato uno dei protagonisti in entrambe le cosiddette guerre dei browser, nella quale è in competizione nella prima principalmente con Netscape Navigator, mentre nella seconda con Mozilla Firefox, Google Chrome, Apple Safari e Opera. Browser predominante nella prima guerra dei browser, con l'arrivo dei suoi principali concorrenti Mozilla Firefox e Google Chrome, ha visto ridurre nel tempo il numero di utenti: la quota di mercato rilevata a marzo 2013 (55,82%) è in calo rispetto ad aprile 2005 (85%) e al 2004 (oltre il 90%). Nel dicembre del 2010, in Europa, la quota di mercato di Mozilla Firefox, un prodotto multipiattaforma, ha superato per la prima volta quella di Internet Explorer.
Nel gennaio 2015 Microsoft rivela la realizzazione del browser Microsoft Edge in sostituzione di Internet Explorer. Dal 12 gennaio 2016 Microsoft ha terminato il supporto tecnico per le versioni di Internet Explorer precedenti alla 11. Nell'agosto 2020 Microsoft ha annunciato che a partire dal 17 agosto 2021 le web app della suite Microsoft 365 non avrebbero più supportato il browser. Il 19 maggio 2021 Microsoft annunciò che a partire dal 15 giugno 2022 il browser non sarebbe più stato supportato nelle versioni consumer.

## Storia

### 1992-1994: I primi passi
Bill Gates si accorse in ritardo delle potenzialità del Web. Prima di aprile 1994, infatti, i dirigenti Microsoft, allora impegnati nel codice del futuro Windows 95, consideravano Internet poco più di una curiosità.
Nelle file più basse dell'azienda, però, iniziava a nascere l'interesse verso questa nuova tecnologia. Già nel dicembre del 1992, per esempio, Russell Siegelman avviò il progetto Marvel, il nome in codice del futuro servizio "The Microsoft Network".

#### James Allard: "Windows: The Next Killer Application on the Internet"
Il primo all'interno di Microsoft a proporre una strategia per Internet fu James Allard.
Entrato nell'azienda nel 1991, nel 1992 Allard era l'unico programmatore Microsoft operativo nella sezione "Internet Technologies": contribuì alla prima edizione delle specifiche per la Windows Sockets API (Winsock), creò il server www.microsoft.com per sperimentare lo stack TCP/IP all'interno di Microsoft, e nel 1993 lavorò a un progetto non autorizzato per creare il primo server Internet di Microsoft.
Frustrato dalla mancanza di considerazione da parte dei dirigenti Microsoft, e alla vista del crescente successo di Mosaic, il 25 gennaio 1994 Allard scrisse un memorandum di 16 pagine intitolato Windows: The Next Killer Application on the Internet, in cui considerava una priorità l'introduzione delle funzionalità per l'accesso ad Internet in Windows 95, a cui egli assegnò il ruolo di unico esploratore del Web.

#### David Pollon: "Microsoft and the Internet: Strategic Direction"
Il giorno dopo, il 26 gennaio 1994, David Pollon, un giovane product manager, distribuì un memorandum di 11 pagine intitolato "Microsoft and the Internet: Strategic Direction", in cui invitò l'azienda a integrare nel sistema operativo un'interfaccia per il Web semplice da utilizzare.

#### Steven Sinofsky: "Cornell is WIRED!"
Il memorandum di Allard convinse un gruppo di giovani, pressoché ventenni. Tra questi vi era Steven Sinofsky, l'allora assistente tecnico di Bill Gates: nel febbraio 1994, bloccato all'aeroporto di Ithaca per un ritardo del suo volo, egli decise di far visita al campus della Cornell University, scoprendo che gli studenti inviavano messaggi di posta elettronica e controllavano online gli orari dei corsi.
Entusiasta della scoperta, Sinofsky inviò immediatamente un messaggio di posta elettronica (dal titolo "Cornell is WIRED!", letteralmente "Cornell è COLLEGATA!") a Bill Gates e allo staff tecnico Microsoft.
Ben presto, Allard e Sinofsky fecero amicizia ed iniziarono a collaborare insieme. Sinofsky riuscì ad installare nel suo ufficio una connessione alla rete e, eccitato, spiegò ad alcuni impiegati Microsoft, tra cui lo stesso Bill Gates, le potenzialità di questa nuova tecnologia.

#### Il ritiro a Kirkland: la svolta strategica
Il 6 aprile 1994, un piccolo gruppo di dipendenti Microsoft, che comprendeva dirigenti, giovani impiegati e anche lo stesso Bill Gates, si recò a Kirkland per partecipare a un ritiro di riflessione, organizzato da Sinofsky e Allard in un residence privato convertito in centro conferenze. Il tema centrale della discussione fu introdotto dalla consegna di un fascicolo di 30 pagine, in cui Sinofsky evidenziava l'importanza di investire nel campo di Internet.
La maggior parte della discussione si concentrò su possibili progetti di investimento futuri della società nel mercato di Internet. Anche se non si stabilirono importanti piani concreti per il futuro, diversi partecipanti alla conferenza iniziarono a sostenere l'idea che le successive versioni di Windows, poi denominate Windows 95 e Windows NT 3.5, avrebbero dovuto disporre dell'accesso integrato a Internet tramite il supporto al protocollo TCP/IP. Non è chiaro invece se l'idea di sviluppare un vero e proprio browser Web fu avanzata già in quella occasione, come dichiarò Bill Gates, o solo quando Benjamin W. Slivka assunse nell'ottobre 1994 la guida del team del progetto O'Hare, come testimoniò Philip Barrett.
Questo evento diede definitivamente all'azienda la spinta decisiva verso una nuova strategia. L'appoggio di Bill Gates al progetto venne riconfermato il giorno successivo, quando egli riferì personalmente a un gruppo di dirigenti aziendali di voler includere l'accesso ad Internet nella successiva generazione di Windows, e venne infine reso definitivo dal suo memorandum di 16 pagine intitolato "Internet Strategy and Technical Goals", nel quale auspicava una posizione di leadership nel mercato del software per Internet.

### 1994-1997: Le origini
Il progetto di sviluppo di Internet Explorer 1, dal nome in codice "O'Hare", fu intrapreso nell'agosto del 1994 da un team composto da cinque o sei persone, guidato inizialmente da Thomas Reardon e, a partire da ottobre 1994, da Benjamin W. Slivka, con Hadi Partovi come program manager del gruppo.

#### Internet Explorer 1

Internet Explorer 1.0

Internet Explorer 1 fu pubblicato da Microsoft il 17 agosto 1995. Derivava da Spyglass Enhanced Mosaic, un browser Web concettualmente modellato sul browser NCSA Mosaic che Microsoft aveva ottenuto in licenza da Spyglass Inc.
La versione 1.0 era disponibile in Microsoft Plus! per Windows 95 e di solito anche nelle versioni OEM di Windows 95. La sua quota di mercato era molto più bassa rispetto a quella di Netscape Navigator.
La versione 1.5 beta fu pubblicata diversi mesi dopo per Windows 3.1 e Windows NT, con il supporto al rendering di base per le tabelle, uno dei primi standard Web.

#### Internet Explorer 2

Internet Explorer 2.0

Internet Explorer 2 fu pubblicato da Microsoft il 27 novembre 1995 per Windows 95, il 23 aprile 1996 per Apple Mac OS, e il 30 aprile 1996 per Windows 3.1 e Windows NT.
Era incluso in Windows 95 OSR1 e NT 4.0, e veniva anche venduto nell'Internet Starter Kit.
Mancavano ancora molte funzionalità che sarebbero divenute comuni nelle versioni successive di Internet Explorer, tra cui la "e" blu nel logo, l'integrazione in Esplora risorse, e i programmi integrati. La sua quota di mercato era molto più bassa rispetto a quella di Netscape Navigator.

#### Internet Explorer 3

Internet Explorer 3.0

Internet Explorer 3 fu pubblicato da Microsoft il 13 agosto 1996 per Windows e l'8 gennaio 1997 per Apple Mac OS.
Venne incluso in Windows 95 OSR2 e in Apple Mac OS 8.1.
Fu il primo browser commerciale a supportare i CSS. Fu introdotto anche il supporto ai controlli ActiveX, alle applet Java e ai contenuti multimediali in linea. Nella versione 3 vennero integrati Internet Mail e News, NetMeeting e una prima versione di Rubrica di Windows.
Il team di Internet Explorer consisteva di circa 100 persone durante il suo sviluppo di tre mesi. Fu la prima versione sviluppata senza il codice sorgente di Spyglass Mosaic, ma ne utilizzava ancora la tecnologia, così nella documentazione del programma rimasero le informazioni relative alla concessione in licenza da parte di Spyglass.
Entrò in seria concorrenza con Netscape Navigator, seppure rimanendo ancora distante dal superarne la quota di mercato. Nei mesi successivi alla sua pubblicazione, ricercatori e hacker iniziarono a scoprire vulnerabilità di sicurezza e di privacy.

### 1997-2001: La guerra dei browser e l'integrazione con Windows

#### Internet Explorer 4

Internet Explorer 4.0

Internet Explorer 4 fu pubblicato da Microsoft il 1º ottobre 1997 per Windows, il 6 gennaio 1998 per Apple Mac OS, e il 24 febbraio 1998 per Solaris e HP-UX.
La versione 4.0 venne inclusa in Windows 95 OSR 2.5, e la 4.01 in Windows 98.
Introdotto sul mercato con lo slogan "Il Web come lo vuoi tu", Internet Explorer 4 introdusse il motore di rendering Trident e il supporto alla navigazione non in linea. Internet Mail e News venne sostituito con Outlook Express, e vennero inoltre inclusi Microsoft Chat e una versione migliorata di NetMeeting.
Era inoltre disponibile, come componente opzionale per Windows 95 e NT 4.0, l'Aggiornamento desktop di Windows, che modificava la classica shell Windows Explorer in modo da renderla più simile a Internet Explorer aggiungendo una barra degli indirizzi e i pulsanti di navigazione (Indietro e Avanti). L'aggiornamento desktop di Windows divenne un componente obbligatorio e non disinstallabile con l'arrivo di Windows 98.
Era uno dei principali partecipanti alla prima guerra dei browser. Superò di poco il 60% della quota di mercato entro marzo 1999 alla pubblicazione di Internet Explorer 5. Nell'agosto 2001, alla pubblicazione di Internet Explorer 6, le versioni di Internet Explorer 4.x erano scese al 7% di quota di mercato e Internet Explorer 5 era salito all'80%. La quota di mercato di Internet Explorer 4 scese sotto l'1% nel 2004.
I suoi metodi di distribuzione e l'integrazione con Windows vennero coinvolti nel processo United States of America vs. Microsoft.

#### Internet Explorer 5

Internet Explorer 5.5

Internet Explorer 5 è un browser Web grafico pubblicato da Microsoft il 18 marzo 1999 per Windows, Solaris e HP-UX, il 27 marzo 2000 per Apple Mac OS, e il 25 settembre 2001 per Apple Mac OS X.
La versione 5.0 (con il motore di rendering Trident II) venne inclusa in Windows 98 SE, la versione 5.01 in Windows 2000, e la versione 5.5 (Trident III) in Windows Me. La versione 5.1.2 per Macintosh (con il motore di rendering Tasman) venne inclusa in Mac OS X 10.1.
La pubblicazione di questa versione provocò un consistente aumento della quota di mercato del browser Microsoft su Netscape Navigator tra il 1999 e il 2001. È inoltre compatibile con la più grande gamma di sistemi operativi rispetto a tutte le versioni di IE. Tuttavia, il supporto per molti sistemi si ridusse rapidamente con le patch, e tutte le versioni successive di Windows non lo supportano.
Internet Explorer 5 raggiunse oltre il 50% della quota di mercato entro i primi mesi del 2000, assumendo un netto vantaggio rispetto ad altre versioni dei browser (compresi Internet Explorer 4 e Netscape). Le versioni 5.x avevano raggiunto oltre l'80% di quota di mercato alla data della pubblicazione di Internet Explorer 6 nell'agosto 2001. Le versioni 5.0x e 5.5 furono superate da Internet Explorer 6, scendendo al secondo posto tra i browser più popolari, con un calo della quota di mercato al 34% entro la metà del 2003. Inoltre, entro l'inizio del 2005 Firefox 1 superò la sua quota di mercato. La quota di mercato della versione 5.x scese al di sotto dell'1% alla fine del 2006.
Microsoft spese oltre 100 milioni di dollari alla fine del 1990, con oltre un migliaio di persone che lavoravano su IE durante lo sviluppo di Internet Explorer 5.
Venne sostituito da Internet Explorer 6 nel mese di agosto 2001, ma Internet Explorer 5 resta l'ultima versione per Windows 3.1x, Windows NT 3.x e Windows 95.

### 2001-2006: La longevità e i problemi di sicurezza

Internet Explorer 6

La versione con la quale Internet Explorer raggiungeva una quota di mercato che nel 2004 superava abbondantemente il 90% è la 6.0. Microsoft aveva annunciato che questa sarebbe stata l'ultima versione distribuita separatamente da Windows, e che le versioni successive sarebbero state legate alle nuove versioni del sistema operativo.
Tuttavia le innovazioni in Internet Explorer si erano quasi fermate dalla versione 4.0, e sul mercato erano ormai disponibili prodotti concorrenti di qualità superiore. La pubblicazione della versione 1.0 di Mozilla Firefox, un browser open source molto semplice e leggero, ma dotato di nuove funzionalità, ha portato nel giro di sei mesi la quota di Internet Explorer all'85%.
La risposta di Microsoft era un aggiornamento della versione 6.0 in occasione della pubblicazione del SP2 di Windows XP che migliora alcuni aspetti della sicurezza (leggi, tra le varie cose, il flag HttpOnly per i cookie, utile a mitigare attacchi XSS) ed integra un meccanismo di blocco dei popup.
Data l'ormai obsoleta capacità di protezione durante la navigazione, Microsoft ha deciso di sensibilizzare gli utenti che utilizzano ancora questa versione di passare a quelle più recenti, evolute e sicure di Internet Explorer 7 o Internet Explorer 8. Sotto questo aspetto il general manager di YouTube, E. Digg, ha comunicato la volontà di non voler più supportare questa versione, incentivando l'uso di browser più efficienti e moderni.

### Dal 2006: La nuova concorrenza

#### Windows Internet Explorer 7

Windows Internet Explorer 7

La versione 7.0 di Internet Explorer (ribattezzato per l'occasione "Windows Internet Explorer", in quanto le versioni precedenti erano disponibili anche su altri sistemi operativi, come Mac OS X) fu pubblicata, in lingua italiana, il 14 novembre 2006 per Windows XP SP2.
Windows Internet Explorer 7 è già presente in Windows Vista; la versione per Windows Vista è detta IE7+ per distinguerla da quella per Windows XP. Per Windows XP SP2 e SP3 e per Windows Server 2003, si può scaricare dal sito di Microsoft.
Fino al 25 ottobre 2007, Windows Internet Explorer 7.0 era disponibile solo per le licenze originali di Windows. Come altri aggiornamenti Microsoft, infatti, Windows Internet Explorer 7.0 era protetto dal sistema Windows Genuine Advantage, anche se è confermata la presenza di una procedura di installazione per sistemi Unix tramite l'uso dei tool Wine e ies4linux che scavalcava questo sistema di protezione. A partire da quella data, però, è possibile scaricarlo senza controlli. È da tempo possibile inoltre integrare l'installazione di Internet Explorer 7 nel disco di Windows XP tramite programmi come nLite. Al termine dell'installazione infatti, non troveremo più la versione 6 ma la versione 7 già pronta ed operativa.
Le principali novità della nuova versione:
- Il browser non è più integrato nella shell del sistema operativo, ma è un'applicazione a sé stante, per una maggiore sicurezza. IE7 non è più in grado di fare da file browser e viceversa Esplora Risorse non è in grado di fare da web browser: se in IE7 si digita il percorso di un file locale del proprio hard disk, esso non sarà più aperto da IE7 ma verrà aperto da esplora risorse e viceversa un sito web digitato in esplora risorse verrà aperto utilizzando IE7 (o il browser predefinito del sistema).
- Navigazione a schede (tabbed browsing), funzionalità presente da tempo su altri browser e che era stata fino a poco tempo prima considerata inutile dalla stessa Microsoft (che però aveva reso disponibile su IE6 tramite plug-in MSN).[57][58] I tab si possono anche riordinare mediante trascinamento. Si può decidere di ripristinare all'apertura del browser, i tab lasciati aperti. Inoltre si possono impostare quante schede aprire con i relativi indirizzi quando si avvia Internet Explorer.
- Maggiore sicurezza grazie a: nuovo motore di gestione degli URL che assicura un parsing più sicuro e affidabile, filtro Anti-Phishing integrato ed esecuzione del browser in modalità protetta (quest'ultima feature è presente solo in Windows Vista).
- Corretti i bug noti relativi agli standard Web e migliorato il supporto di HTML 4.01, DOM level 2 e CSS 2.1 (:hover sui vari elementi, !important, ecc.).
- Supporto al canale alfa delle immagini PNG, che ne consente la trasparenza nelle pagine web con una tecnica più sofisticata rispetto a quella utilizzata dalle immagini GIF.
- Internationalized Domain Names (IDN) per gli URL con caratteri internazionali multilingua. C'è anche un controllo avanzato dei caratteri Anti-Spoofing che serve a mitigare gli attacchi omografi che sfruttano cioè la somiglianza grafica di caratteri appartenenti ad alfabeti diversi per trarre in inganno l'utente (quando un URL con caratteri mischiati è individuato, viene mostrato il corrispondente Punycode URL).
- Quick Tabs (anteprima dei tab) permettono di vedere e gestire le pagine aperte nei tab, con una vista a miniatura (thumbnails) in un'unica finestra.
- Tab Groups permette di raggruppare le schede e salvarle in categorie in modo da poter aprire in un colpo solo più pagine contemporaneamente.
- Page Zoom (o ingrandimento della pagina) che permette agli utenti di zoommare il testo e la grafica delle pagine web mantenendo un'elevata qualità di visualizzazione.
- ActiveX opzionali per dare agli utenti più sicurezza la maggior parte dei controlli ActiveX (anche quelli che sono già installati sulla macchina) saranno disabilitati di default nell'area Internet. Gli utenti potranno comunque riabilitarli su necessità. Solo gli ActiveX firmati digitalmente possono essere installati ed eseguiti.
- Modalità protetta (presente solo in Windows Vista) blocca l'accesso in scrittura al di fuori della cartella dei file temporanei e fa operare IE7 in una specie di sandbox. In questo modo un eventuale malware non potrà installarsi e nemmeno una falla di sicurezza nel browser potrà intaccare il sistema scrivendo o modificando file al di fuori della cartella dei file temporanei. Solo le operazioni che richiedono interazioni con l'utente, come il salvataggio di un file tramite la finestra di dialogo, potranno essere autorizzate a scrivere al di fuori della cartella dei file temporanei.
- SSLv3 e TSLv1 sono i protocolli sicuri HTTPS adottati di default da IE7 per stabilire connessioni protette.
- Miglioramenti nella gestione della cache e nella decompressione dei contenuti che consentono una maggiore velocità nel caricamento delle pagine web. La nuova cache ha anche delle euristiche migliori per essere più robusta contro le corruzioni dell'indice.
- Supporto degli RSS feeds con lettore integrato. Per ciascun feed è possibile specificare quando deve essere aggiornato automaticamente (minuti, ore, giorni e settimane). Viene supportata anche la funzione di autodiscovery degli RSS nelle pagine web.
- Nelle opzioni è presente un nuovo pulsante che permette di cancellare con un unico comando i file temporanei internet, i cookies, la cronologia, il completamento automatico e le password.
- La nuova barra degli indirizzi ha nuove icone che indicano il tipo di connessione protetta SSL e ci sono colori di sfondo diversi a seconda del tipo di protezione SSL e dell'affidabilità decisa dal filtro antiphishing.
- Unico pulsante Refresh/Go: quando l'URL cambia il pulsante si trasforma da Refresh a Go e quando si preme Go (o Invio) si trasforma da Go a Refresh. Lo spazio occupato dalle barre degli strumenti in IE7 è ottimizzato, lasciando quindi più spazio per le pagine web. I pulsanti Avanti/Indietro hanno accanto una piccola freccia verso il basso che apre un menu a discesa per accedere velocemente alle pagine visitate precedentemente.
- Migliorate le possibilità per gli sviluppatori di software di estendere le funzionalità del browser con estensioni usando anche linguaggi come Visual Basic, C++, Borland Delphi, C# o un qualsiasi linguaggio .NET Framework.
- Protezione barra indirizzi e barra di stato evita che un sito web la possa nascondere celando la propria identità. Inoltre le finestre di dialogo modali (che richiedono interazione con l'utente) vengono mostrate in primo piano solo quando è selezionato il tab che ha effettivamente generato quella finestra di dialogo (il tab nel frattempo viene colorato di arancione, per attirare l'attenzione dell'utente).
- IE7 si avvale della tecnologia Cleartype per una migliore leggibilità delle pagine HTML. È quindi possibile abilitare il ClearType su IE7, indipendentemente dalle impostazioni del sistema operativo.
- Migliorata la funzione di stampa e anteprima delle pagine.
- Possibilità di amministrare tutte le impostazioni del browser attraverso i Criteri di Gruppo (group policy) di Windows
- Fix My Settings controlla ad ogni avvio e ad ogni modifica delle impostazioni del browser, che sia sempre garantito un livello di sicurezza accettabile e avverte in caso di problemi. È possibile anche far correggere automaticamente le impostazioni.
- Rimosse alcune caratteristiche obsolete: il protocollo Gopher, Telnet, Channel Definition Format (CDF) o canali, gli Scriptlets, DirectAnimation, XBM, DHTML Editing Control, ecc.
- No Add-ons consente di caricare IE7 senza le estensioni installate.
- Selezione del testo intelligente.
- livello di cifratura in IE7 di Windows Vista: 256-bit.
- Cross-Domain Barriers evita che gli script presenti su una pagina web possano interagire con il contenuto presente su altri siti o finestre.
- Parental Controls (presente solo in Windows Vista) permette all'amministratore di controllare quali siti si possono visitare (utile per le famiglie).
- Lettore di documenti XPS integrato (richiede il Microsoft .NET Framework 3.0).

#### Windows Internet Explorer 8

Windows Internet Explorer 8

Il 5 gennaio 2009, viene resa disponibile la versione beta 1. Il 30 gennaio dello stesso anno, è resa disponibile la versione Release Candidate 1. Il 19 marzo, viene resa disponibile la versione finale.
È disponibile come aggiornamento gratuito per Windows XP con Service Pack 2 o successivo, Windows Server 2003 con Service Pack 1 o successivo, Windows Vista e Windows Server 2008, ed è incluso in Windows 7 e in Windows Server 2008 R2.
Come Mozilla Firefox, presenta 2 modalità di visualizzazione: quirks mode (detta "Emula IE 7") e standard mode. La prima permette di visualizzare le pagine web scritte non seguendo gli standard HTML e ottimizzate per le versioni precedenti (dalla 5 alla 7), la seconda è la modalità nativa di IE8 e più aderente agli standard (anche se attualmente presenta ancora notevoli problemi).
Una delle tecnologie introdotte sono le "WebSlices". In questo modo il browser è in grado di ricaricare (anche automaticamente) solamente una porzione della pagina web visualizzata.
Nella nuova versione vengono riordinati i menù e introdotte funzioni di sviluppo tra cui un visualizzatore html interno, in grado di visualizzare il codice sorgente delle pagine con l'evidenziazione della sintassi.
Un'altra nuova caratteristica introdotta in Internet Explorer 8 sono le tab (schede) colorate con colori diversi a seconda dell'origine.
La 8 è la prima versione di Internet Explorer in grado di superare il test Acid2, ma ottiene un punteggio basso (20/100) nel test Acid3.

#### Windows Internet Explorer 9

Windows Internet Explorer 9

Windows Internet Explorer 9 è la nona versione del browser sviluppato da Microsoft per sistemi operativi Windows, da Windows Vista in avanti, annunciata al Professional Developer Conference 2009 (dal 17 al 19 novembre 2009).
Una prima versione pubblica, denominata Platform Preview, viene pubblicata il 16 marzo 2010 in occasione di MIX 2010, la conferenza annuale Microsoft dedicata al mondo del web, dello sviluppo per Windows Phone e all'Interaction Design. All'inizio del ciclo di sviluppo Microsoft ha affermato che le aree di focalizzazione di questa versione di Internet Explorer avrebbero riguardato il miglioramento delle performance del browser, un supporto stabile per i moderni standard come HTML 5 e CSS3, strumenti evoluti per garantire la privacy e la sicurezza degli utenti durante la navigazione, la semplificazione dell'interfaccia del browser e delle modalità di interazione con l'utente.
A partire da MIX 10 Microsoft vengono rese disponibili per il download una serie di Platform Preview destinate al testing e alla validazione da parte della community degli sviluppatori web e degli esperti del settore. Parallelamente inizia una forte collaborazione con il W3C per: favorire la creazione di una piattaforma di test comune che consenta a produttori di browser web ed utenti di validare il funzionamento dei propri browser in base agli standard da tutti accettati; per collaborare insieme agli altri team di lavoro e agli altri esperti di mercato nella definizione e nella stabilizzazione degli standard web.
Per quanto riguarda le versioni dedicate non solo agli sviluppatori ma a tutti gli utenti, il 15 settembre 2010 Microsoft rende disponibile la Beta di Internet Explorer 9 per il download pubblico.
Il percorso verso la pubblicazione finale del prodotto prosegue il 10 febbraio 2011 con la pubblicazione della Release Candidate. Complessivamente la Beta e la Release Candidate di Internet Explorer 9 da sole sono state scaricate oltre 33 milioni di volte.
La versione finale di Internet Explorer 9 viene pubblicata il 14 marzo 2011 con un annuncio fatto dal team di prodotto che sottolinea l'importanza dei feedback ricevuti durante lo sviluppo del browser appena pubblicato.

#### Internet Explorer 10

Internet Explorer 10

Internet Explorer 10 è la decima versione di Internet Explorer sviluppata da Microsoft, che ha sostituito Windows Internet Explorer 9, annunciata per la prima volta il 12 aprile 2011 alla conferenza MIX 11 di Las Vegas, dopo sole quattro settimane dalla pubblicazione di Windows Internet Explorer 9. La versione finale viene pubblicata per la prima volta in Windows Server 2012 il 4 settembre 2012, ed è disponibile a un più vasto pubblico dal 26 ottobre 2012 con Windows 8.
Internet Explorer 10 introduce una nuova interfaccia grafica nel linguaggio di design Microsoft, appositamente progettata per l'utilizzo sui touch screen dei tablet. La nuova interfaccia è disponibile come app di Windows Store nella nuova schermata Start di tipo "Immersive" in Windows 8, e si affianca a quella tradizionale desktop.
L'obiettivo del team di sviluppo di Internet Explorer 10 è raggiungere la piena conformità agli standard HTML5, mediante il supporto completo ai CSS 3 e all'accelerazione hardware per la grafica, ridurre il più possibile il ricorso ai plug-in esterni al browser, e distribuire il lavoro grafico alla GPU e la compilazione in background di JavaScript sui vari core del processore.
Internet Explorer 10 abbandona il supporto a Windows Vista e a Windows Server 2008, così come la precedente versione di Internet Explorer abbandona il supporto per Windows XP.

#### Internet Explorer 11
Internet Explorer 11 è stata l'ultima versione del browser sviluppato da Microsoft che sostituisce Internet Explorer 10.
Annunciata insieme a Windows 8.1 Preview il 26 giugno 2013, è stato disponibile anche per Windows 7 a partire dal 7 novembre 2013. Pur non presente volutamente nell'elenco delle app integrate ma lanciabile digitando il nome nella casella di ricerca (o ricorrendo a Cortana), era presente in Windows 10 come alternativa secondaria a Edge.
Dal 14 febbraio 2023 ne è stato disabilitato il lancio in Windows 10 e, da questa data, IE è un software definitivamente ritirato.

#### Dismissione e migrazione definitiva a Edge
Il 19 maggio 2021 Microsoft annuncia nel suo blog ufficiale che «Il futuro di Internet Explorer su Windows 10 è su Microsoft Edge».
Il 17 agosto 2021, è stato dimesso il supporto di Microsoft 365 nel browser. Dal 15 giugno 2022 l'app Internet Explorer 11 è stata ritirata e il supporto è terminato. Dal 14 febbraio 2023 Explorer non è più apribile, divenendo definitivamente inutilizzabile.
Il supporto alla «Internet Explorer mode» su Edge per le aziende che ancora usano strumenti che richiedono IE sarà ancora disponibile almeno fino al 2029.

## Panoramica

### Windows Internet Explorer
Internet Explorer (rinominato Windows Internet Explorer a partire dalla versione 7) è principalmente sviluppato per la piattaforma Windows.
Internet Explorer 1 venne pubblicato il 17 agosto 1995, a pagamento con Microsoft Plus! per Windows 95: era basato su Spyglass Enhanced Mosaic.
Internet Explorer 3, pur essendo ancora basato largamente sul codice acquisito da Spyglass, diede un duro colpo a Netscape Navigator, il browser concorrente nella prima guerra dei browser, sia per quota di mercato sia per funzionalità. Questa versione iniziò tuttavia ad essere oggetto di numerose critiche riguardo ai suoi problemi di sicurezza.
Internet Explorer 4 adottò il motore di rendering Trident, sviluppato da Microsoft. Questa versione introdusse una stretta integrazione con Windows, che però non fece che aumentare le critiche.
Internet Explorer 6, introdotto nel 2001 con Windows XP, fu il browser più longevo e utilizzato, fino all'uscita nel 2006 di Windows Internet Explorer 7, che risultò profondamente cambiato rispetto alla versione precedente.
La rincorsa, sia in termini di velocità sia di conformità agli standard Web, ai browser concorrenti nella seconda guerra dei browser è iniziata nel 2011 con l'uscita di Windows Internet Explorer 9. Ha abbandonato tuttavia il supporto a Windows XP.

### Internet Explorer Macintosh Edition

Internet Explorer per Macintosh 5.2.2 su Mac OS X 10.5.8

Con Internet Explorer Macintosh Edition (denominato "Internet Explorer per Macintosh" fino alla versione 4.0) si intende la serie di Internet Explorer sviluppata per la piattaforma Macintosh.
La prima versione di Internet Explorer per Macintosh fu la versione 2.0, pubblicata il 23 aprile 1996. L'ultima fu la versione 5.1.7 Macintosh Edition, pubblicata l'11 luglio 2003.
Le prime versioni vennero sviluppate sulla stessa base di codice di Internet Explorer per Windows. La versione 5 includeva il motore di rendering Tasman.
Per un accordo quinquennale tra Apple e Microsoft stipulato nel 1997, dal 1998 al 2003 Internet Explorer fu il browser predefinito in Mac OS e Mac OS X.
Internet Explorer Macintosh Edition disponeva di funzioni particolari che non si trovano spesso nei browser odierni, come la funzione Raccoglitore, la funzione Gestione aste e la barra laterale Contenitore pagine.
Il 13 giugno 2003, Microsoft annunciò di voler cessare lo sviluppo di Internet Explorer Macintosh Edition. Il supporto a Internet Explorer Macintosh Edition terminò definitivamente il 31 dicembre 2005.

### Internet Explorer per UNIX

Internet Explorer 5 per UNIX su Solaris

Con Internet Explorer per UNIX si intende la serie di Internet Explorer sviluppata per le piattaforme di tipo UNIX, quali Solaris e HP-UX.
Internet Explorer per UNIX offriva alcune funzionalità assenti nella versione per Windows, come i tasti di scelta rapida in stile Emacs e le associazioni ai programmi esterni.
La prima versione di Internet Explorer per UNIX fu la versione 4.0 per Solaris, pubblicata il 24 febbraio 1998. Lo sviluppo terminò con Internet Explorer 5.0 Service Pack 1 il 1º novembre 2001, e il supporto ad Internet Explorer per UNIX cessò completamente nel 2002.

### Internet Explorer Mobile

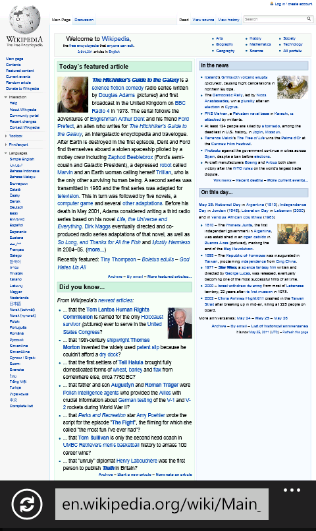
Internet Explorer Mobile 9 su Windows Phone 7

Internet Explorer Mobile è un browser Web mobile per Windows Phone 7 e Windows CE sviluppato da Microsoft, basato sul motore di rendering Trident (anche se le prime versioni, denominate "Pocket Internet Explorer", utilizzavano un altro motore di rendering).
Pocket Internet Explorer 1 fu messo in commercio il 18 novembre 1996.. L'ultima versione è Internet Explorer Mobile 11, compresa nell'aggiornamento a Windows Phone 8.1 del 2014.

### Internet Explorer Platform Preview
Con Internet Explorer Platform Preview si intende la serie delle versioni di test del motore di rendering Trident in sviluppo per una versione successiva di Internet Explorer, destinate agli sviluppatori Web che intendono vedere in anteprima la successiva tecnologia di piattaforma Web.
La prima versione è stata la 9 Platform Preview 1, pubblicata il 16 marzo 2010, e l'ultima è stata la 10 Platform Preview 6, inclusa in Internet Explorer 10 Release Preview, pubblicato il 31 maggio 2012.
A partire da Windows Internet Explorer 9, la prima occasione in cui è possibile provare una nuova versione di Internet Explorer non è più la pubblicazione delle versioni beta, ma delle "Platform Preview"; esse non sono delle versioni complete di Internet Explorer, poiché sono progettate per effettuare il testing dell'ultima versione del motore di rendering Trident, e mettono subito a disposizione di sviluppatori, professionisti IT e appassionati di tecnologia le build di anteprima della nuova versione del browser, in modo da dare la possibilità agli sviluppatori Web di partecipare con il proprio feedback al processo di sviluppo e di miglioramento del browser.
Internet Explorer Platform Preview può essere eseguito in parallelo con qualsiasi altro browser installato, e presenta un'interfaccia utente minimalista e priva degli elementi standard di un browser Web, come la barra degli indirizzi o i pulsanti di navigazione.
Windows Internet Explorer 9 Platform Preview è stato aggiornato da Microsoft approssimativamente ogni 8 settimane. Internet Explorer 10 Platform Preview è stato aggiornato da Microsoft approssimativamente ogni 11 settimane.

### Internet Explorer per Xbox
Il 26 luglio 2012 Microsoft ha reso disponibile una beta pubblica di Xbox Live (software di sistema 2.0.16091.0) che include una versione modificata del browser Internet Explorer. Come svelato alla fiera E3 2012 il 4 giugno 2012, Internet Explorer per Xbox supporta la navigazione nel Web tramite la tecnologia SmartGlass e tramite controllo vocale e gesture della tecnologia Kinect.

## Criticità note

### Sicurezza
Le principali critiche rivolte ad Internet Explorer riguardano la sicurezza. Sono state accertate e segnalate delle falle che consentivano a un sito malevolo di eseguire codice arbitrario sulla macchina dell'utente. Spesso questi problemi sono legati all'uso della tecnologia ActiveX, che permette ad un sito di caricare sul computer dell'utente un software eseguibile. Sebbene l'installazione di un ActiveX richieda l'esplicita autorizzazione dell'utente, alcune falle di sicurezza ne permettevano l'installazione automatica.
Nel gennaio 2010 l'Autorità federale per la sicurezza nella tecnologia dell'informazione della Germania ha sconsigliato l'uso di Internet Explorer nelle versioni 6, 7 e 8 sui sistemi operativi Windows XP, Windows Vista e Windows 7 per motivi di sicurezza informatica.
I problemi di sicurezza del browser Microsoft hanno favorito la crescita nel mercato di browser concorrenti quali, ad esempio, Mozilla Firefox, Google Chrome, Opera.

### Integrazione in Windows
Fino alla versione 3.0 Internet Explorer era un programma applicativo installabile su piattaforma Windows, dove funzionava in maniera autonoma. Dalla versione 4.0 divenne invece installabile in Windows 95 e in Windows NT 4.0 in modo che si integrasse con la shell Esplora Risorse, rendendo di fatto Internet Explorer ed Esplora Risorse un unico software, sia a livello funzionale che a livello di codice eseguibile.
Internet Explorer 4 venne poi preinstallato in Windows 98 con l'integrazione della shell attivata di default e non disattivabile. Questa fu una delle cause che lo portarono a divenire in breve tempo il browser più diffuso: l'utente infatti non aveva più la necessità di installare un browser di terze parti, in quanto Internet Explorer era già preinstallato.
L'integrazione in Microsoft Windows ha sollevato numerose critiche perché ciò ha limitato la concorrenza da parte di altre software house che producevano browser. Ne sono scaturite diverse cause legali, in seguito alle quali le autorità antitrust hanno imposto a Microsoft di permettere all'utente la disabilitazione di Internet Explorer.
Pertanto a partire da Windows 2000 (con Service Pack 4) e Windows XP (con Service Pack 1), Internet Explorer può essere disabilitato selezionando le apposite opzioni nella finestra Impostazioni accesso ai programmi. Esso tuttavia non può essere disinstallato dal sistema, in quanto inscindibile dal sistema operativo stesso. È stato dimostrato che sarebbe possibile rimuoverlo completamente, tuttavia molte applicazioni (anche di terze parti) che si appoggiano al suo motore di rendering Trident non potrebbero più funzionare. Perciò viene solo inibita la possibilità di accedere direttamente al programma, ma i suoi componenti restano installati: è infatti possibile eseguire il programma inserendo iexplore nel comando Esegui.
Nel gennaio del 2009 l'Unione europea ha aperto una nuova causa antitrust contro il programma. Per evitare altre cause, nell'estate dello stesso anno Microsoft propone alla UE l'idea di vendere una versione del futuro OS Windows 7 senza browser. Il 31 luglio invece la stessa Microsoft annunciò che la versione destinata all'Europa di Windows 7 non sarebbe stata differente da quella venduta nel resto del mondo, lasciando tuttavia libertà agli utenti di scegliere se mantenere Internet Explorer o scaricare un browser concorrente.

### Privacy
Il filtro anti-phishing di Internet Explorer 7, se attivato con l'opzione "real time Phishing notification", invia tutti gli URL ai server centrali di Microsoft per la verifica degli stessi. Questo può essere considerato come una minaccia per la privacy degli utenti, specialmente quando gli URL contengono informazioni riservate come nomi utente e password. Microsoft comunque, attraverso la propria privacy policy, dichiara di garantire la privacy degli utenti.
A partire da Internet Explorer 10 Release Preview, il segnale Do Not Track (DNT) viene inviato ai siti Web per impostazione predefinita per garantire un maggiore rispetto della privacy dell'utente. Per disattivare l'impostazione, l'utente deve andare manualmente nelle impostazioni del browser.
Roy Fielding, uno sviluppatore del server Apache, ha imposto nel codice di Apache di ignorare deliberatamente il segnale Do Not Track fornito da Internet Explorer 10, accusando Microsoft di «deliberato abuso di standard aperti»:
(Roy Fielding, 6 settembre 2012)

### Conformità agli standard
Internet Explorer è criticato per la scarsa conformità agli standard web definiti dal World Wide Web Consortium (W3C), rendendo così più difficile la creazione di siti che funzionino correttamente su tutti i browser.
Il blogger informatico Paul Thurrott, in merito alla conformità agli standard, ha scritto:

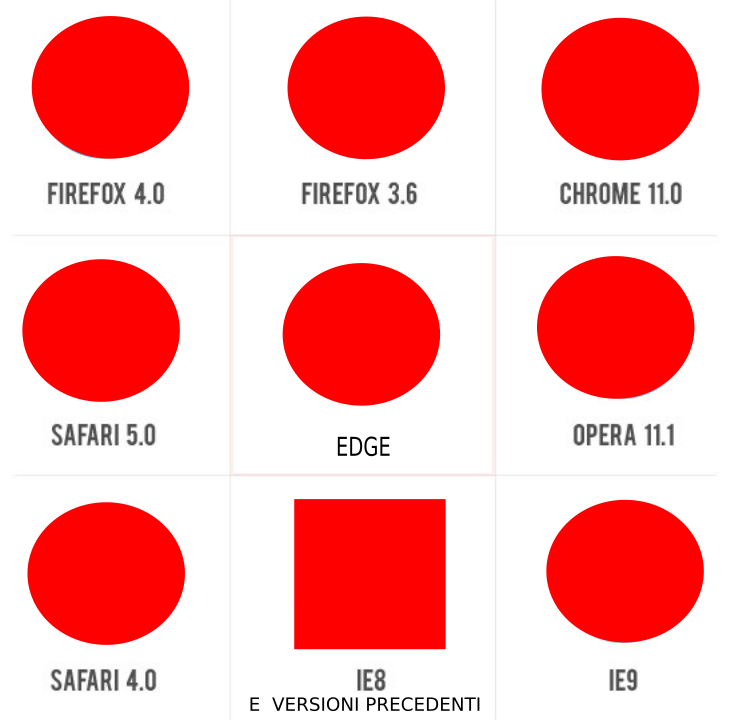
Confronto del supporto tra i vari browsers della proprietà "border-radius" introdotta con il CSS3 su un elemento HTML con il colore di sfondo rosso. IE9 ha iniziato a supportare alcune novità introdotte da HTML5 e CSS3

La versione 7 di Internet Explorer non è in grado di superare né il test Acid2 né l'Acid3, mettendo in evidenza la poca aderenza di IE agli standard web e più in generale ai nuovi linguaggi di sviluppo web come CSS3 e DOM 2. Il motore Trident 5 di Internet Explorer 8, anche se presenta ancora problemi di compatibilità con diversi standard web, è in grado di renderizzare il test Acid2 ma non il test Acid3. Passi avanti sono stati fatti con Windows Internet Explorer 9 per quanto riguarda per esempio il supporto di HTML5 e CSS3.

### Elementi proprietari
Microsoft ha aggiunto a Internet Explorer il supporto per alcune caratteristiche proprietarie, dando la possibilità a chi sviluppa un sito web di rendere disponibili contenuti aggiuntivi rispetto a quanto previsto dagli standard W3C. Tra le aggiunte sono presenti sia alcuni tag HTML, sia alcune funzioni JavaScript. Caratteristiche peculiari sono poi Visual Basic Script e i controlli ActiveX.
Come conseguenza, la maggior parte dei siti sviluppati con queste tecnologie aggiuntive non possono essere visionati correttamente dagli utenti che utilizzano browser diversi o piattaforme diverse dal sistema operativo Windows; l'uso di queste caratteristiche proprietarie, ha portato molti sviluppatori di siti web a costruire due versioni del sito: una specifica per Internet Explorer e l'altra per conservare la compatibilità con gli standard. È stata introdotta anche una blacklist dei siti internet che consente l'accesso alle pagine una sola volta e poi si rifiuta di visualizzarle.

## Problemi legali

### Concorrenza sleale su Windows RT
Nel maggio 2012 gli sviluppatori di Mozilla Firefox, sostenuti in un secondo momento anche dagli sviluppatori di Google Chrome, hanno lamentato l'impossibilità per qualsiasi browser Web non Microsoft di competere alla pari con Windows Internet Explorer su Windows RT. In particolare, Asa Dotzler ha spiegato che Microsoft non offre su Windows RT la possibilità alle app di Windows Store di terze parti di accedere alle API Win32 nel modo diretto esclusivo di Windows Internet Explorer, privandole così della capacità di operare al di fuori dell'area protetta riservata all'ambiente nel linguaggio di design Microsoft gestita dalle API WinRT.
Microsoft ha replicato che la nuova architettura ARM «ha dei nuovi requisiti per la sicurezza e per la gestione del risparmio energetico», e che Windows RT «non è più Windows».

### Spyglass Inc.
Il 16 dicembre 1994, Microsoft ottenne da Spyglass per 2 milioni di dollari la licenza per Spyglass Enhanced Mosaic, da cui sarebbe derivato Internet Explorer 1, con un contratto che prevedeva il pagamento a Spyglass di una tassa di base trimestrale a cui si sarebbe aggiunta di volta in volta una quota derivante dai ricavi di vendita del browser.
L'accordo stabilito originariamente con Spyglass prevedeva però la compatibilità di Internet Explorer unicamente per Windows 95. Microsoft decise quindi di rinegoziare l'accordo, per estendere la compatibilità ad altri sistemi operativi, tra cui Apple Mac OS e Windows 3.1, facendo salire il totale che Microsoft pagò a Spyglass a 13,1 milioni di dollari.
Il 7 dicembre 1995, Microsoft dichiarò che avrebbe incluso Internet Explorer 2 nel successivo Windows 95 OSR1, oltre a venderlo con Microsoft Plus!. Così, Microsoft si limitò a pagare solo la tassa trimestrale minima a Spyglass, che le intentò causa. Il 22 gennaio 1997, Microsoft concordò con Spyglass un risarcimento di 8 milioni di dollari.

### SyNet Inc.
Nell'ottobre 1995 Synet Inc., una piccola società, intentò causa a Microsoft per aver utilizzato illegalmente il marchio "Internet Explorer", di cui essa aveva richiesto la registrazione allo Stato dell'Illinois e agli Stati Uniti d'America un mese prima della pubblicazione di Microsoft Internet Explorer per un prodotto che aveva introdotto sul mercato alla fine del 1994 e che includeva Netscape Navigator.
Dopo un primo rifiuto, nel 1995, da parte di un giudice federale di un risarcimento da 75000 $, il 1º luglio 1998 Microsoft concordò con SyNet un risarcimento di 5,4 milioni di dollari, ottenendo i diritti sul marchio registrato.

## Cronologia delle versioni
|      | Versione | Versione estesa | Pubblicato il | Nuove funzionalità | Fornito con                                                                                               | Supporta                                                                                                 |
| IE1  | 1.0      | 4.40.308        | 17/08/1995    | | Microsoft Plus!                                                                                           | Windows 95                                                                                               |
| IE2  | 2.0      | 4.40.520        | 27/11/1995    | SSL, cookie, VRML, newsgroup; supporto delle tabelle HTML e di altri elementi. | Internet Starter Kit                                                                                      | Windows 95                                                                                               |
| IE2  | 2.0      |                 | 14/02/1996    | SSL, cookie, VRML, newsgroup; supporto delle tabelle HTML e di altri elementi. | Windows 95 OSR1                                                                                           | Windows 95                                                                                               |
| IE2  | 2.0      | 4.40.1381.1     | 31/07/1996    | SSL, cookie, VRML, newsgroup; supporto delle tabelle HTML e di altri elementi. | Windows NT 4.0                                                                                            | Windows 95, NT 4.0                                                                                       |
| IE2  | 2.0      |                 | 30/04/1996    | SSL, cookie, VRML, newsgroup; supporto delle tabelle HTML e di altri elementi. | | Windows 3.1x, NT 3.1, NT 3.5x                                                                            |
| IE2  | 2.01     |                 |               | | | Windows 3.1x, NT 3.1, NT 3.5x                                                                            |
| IE2  | 2.1      |                 |               | Supporto a frame e tabelle complesse. | | Windows 3.1x, NT 3.1, NT 3.5x                                                                            |
| IE2  | 2.5      |                 |               | Supporto a JavaScript. Ultima versione per Windows NT 3.1 e Windows NT 3.5. | | Windows 3.1x, NT 3.1, NT 3.5x                                                                            |
| IE3  | 3.0      | 4.70.1155       | 13/08/1996    | Migliorato il supporto a elementi HTML come tabelle e frame; supporto a VBScript, JScript, applet Java e CSS. | | Windows 95, NT 4.0                                                                                       |
| IE3  | 3.0      | 4.70.1158       | 24/08/1996    | Migliorato il supporto a elementi HTML come tabelle e frame; supporto a VBScript, JScript, applet Java e CSS. | Windows 95 OSR2                                                                                           | Windows 95, NT 4.0                                                                                       |
| IE3  | 3.0      | 3.0.0.1152      | novembre 1996 | Migliorato il supporto a elementi HTML come tabelle e frame; supporto a VBScript, JScript, applet Java e CSS. | | Windows 3.1x, NT 3.51                                                                                    |
| IE3  | 3.0a     |                 | 22/01/1997    | | | Windows 3.1x, NT 3.51                                                                                    |
| IE3  | 3.01     | 4.70.1215       | 30/09/1996    | | | Windows 95, NT 4.0                                                                                       |
| IE3  | 3.01     | 3.01.2723       | febbraio 1997 | | | Windows 3.1x, NT 3.51                                                                                    |
| IE3  | 3.02     | 4.70.1300       | 25/03/1997    | | | Windows 95, NT 4.0                                                                                       |
| IE3  | 3.02a    | 3.02a.2916      | maggio 1997   | | | Windows 3.1x, NT 3.51                                                                                    |
| IE3  | 3.03     | 3.03.2925       | agosto 1997   | | | Windows 3.1x, NT 3.51                                                                                    |
| IE3  | 3.03 SP1 | 3.03.3006       | agosto 1998   | | | Windows 3.1x, NT 3.51 SP4                                                                                |
| IE4  | 4.0      | 4.71.1712.5     | 01/10/1997    | Migliorato il supporto a HTML, CSS e Microsoft DOM. | | Windows 3.1x, 95, NT 3.51, NT 4.0                                                                        |
| IE4  | 4.0      | 4.72.2106.1     | 26/11/1997    | Migliorato il supporto a HTML, CSS e Microsoft DOM. | Windows 95 OSR 2.5                                                                                        | Windows 3.1x, 95, NT 3.51, NT 4.0                                                                        |
| IE4  | 4.01     | 4.72.2106.7     | 02/12/1997    | | | Windows 3.1x, 95, NT 3.51, NT 4.0                                                                        |
| IE4  | 4.01 SP1 | 4.72.3110.3     | 20/05/1998    | | Windows 98, Windows NT 4.0 Terminal Server Edition e SP5, SQL Server 7.0, Publisher 98, Visual Studio 6.0 | Windows 3.1x, 95, NT 3.51, NT 4.0, 98                                                                    |
| IE4  | 4.01 SP2 | 4.72.3612.1707  | 01/04/1999    | | | Windows 3.1x, 95, NT 3.51, NT 4.0, 98                                                                    |
| IE5  | 5.0      | 5.0.2014.213    | 18/03/1999    | Supporto a testo bidirezionale, caratteri ruby, XML/XSL e altre proprietà CSS. Ultima versione per Windows 3.1x e Windows NT 3.x. | | Windows 3.1x, 95, NT 3.51, NT 4.0, Windows 98, 98 SE                                                     |
| IE5  | 5.0      | 5.0.2614.3500   |               | Supporto a testo bidirezionale, caratteri ruby, XML/XSL e altre proprietà CSS. Ultima versione per Windows 3.1x e Windows NT 3.x. | Windows 98 SE                                                                                             | Windows 3.1x, 95, NT 3.51, NT 4.0, Windows 98, 98 SE                                                     |
| IE5  | 5.0      | 5.0.2314.1000   |               | Supporto a testo bidirezionale, caratteri ruby, XML/XSL e altre proprietà CSS. Ultima versione per Windows 3.1x e Windows NT 3.x. | Office 2000                                                                                               | |
| IE5  | 5.01     |                 | 08/11/1999    | | | |
| IE5  | 5.01     | 5.0.2516.1900   |               | | Windows 2000 beta 3 (build 5.00.2031)                                                                     | |
| IE5  | 5.01     | 5.0.2919.800    |               | | Windows 2000 RC1 (build 5.00.2072)                                                                        | |
| IE5  | 5.01     | 5.0.2919.3800   |               | | Windows 2000 RC2 (build 5.00.2128)                                                                        | |
| IE5  | 5.01     | 5.0.2919.6307   |               | | Office 2000 SR-1                                                                                          | |
| IE5  | 5.01     | 5.0.2920.0      |               | | Windows 2000 (build 5.00.2195)                                                                            | |
| IE5  | 5.01 SP1 | 5.0.3105.106    |               | | | Windows 95, 98, NT 4.0, 2000                                                                             |
| IE5  | 5.01 SP1 | 5.0.3103.1000   | 15/08/2000    | | Windows 2000 SP1                                                                                          | Windows 95, 98, NT 4.0, 2000                                                                             |
| IE5  | 5.01 SP2 | 5.0.3314.2100   |               | | | Windows 95, 98, NT 4.0, 2000                                                                             |
| IE5  | 5.01 SP2 | 5.0.3315.2879   | 16/05/2001    | | Windows 2000 SP2                                                                                          | Windows 95, 98, NT 4.0, 2000                                                                             |
| IE5  | 5.01 SP3 | 5.0.3502.5400   | 01/08/2002    | | Windows 2000 SP3                                                                                          | Windows 2000                                                                                             |
| IE5  | 5.01 SP4 | 5.0.3700.1000   | 26/06/2003    | Supporto terminato il 13 luglio 2010. | Windows 2000 SP4                                                                                          | Windows 2000                                                                                             |
| IE5  | 5.5      | 5.50.4134.0600  | 08/07/2000    | Supporto a più caratteristiche CSS; modifiche secondarie al supporto dei frame. | | Windows 95, 98, Me, NT 4.0, 2000                                                                         |
| IE5  | 5.5      | 5.50.4134.0100  |               | | Windows Me (build 4.90.3000)                                                                              | Windows 95, 98, Me, NT 4.0, 2000                                                                         |
| IE5  | 5.5 SP1  | 5.50.4522.1800  |               | | | Windows 95, 98, Me, NT 4.0, 2000                                                                         |
| IE5  | 5.5 SP2  | 5.50.4807.2300  |               | Ultima versione per Windows 95. | | Windows 95, 98, Me, NT 4.0, 2000                                                                         |
| IE5  | 5.6      |                 | 18/08/2000    | | Windows Whistler (build 2250-2296)                                                                        | Windows Whistler                                                                                         |
| IE6  | 6.0      |                 | 27/08/2001    | Altre modifiche CSS e correzione bug per maggiore conformità al W3C; rimossa la funzione smart tag aggiunta nella precedente beta. | Windows XP                                                                                                | Windows NT 4.0, 98, 2000, Me, XP                                                                         |
| IE6  | 6.0 SP1  |                 | 09/09/2002    | Patch di vulnerabilità. Ultima versione supportata su Windows NT 4.0 SP6a, 98, Me e 2000. | Windows XP SP1, Server 2003                                                                               | Windows NT 4.0, 98, 2000, Me, XP, Server 2003                                                            |
| IE6  | 6.0 SP2  |                 | 25/08/2004    | Patch di vulnerabilità. Funzione per il blocco di pop-up/ActiveX; funzione per la gestione dei componenti aggiuntivi. Supporto terminato il 13 luglio 2010. | Windows XP SP2, Server 2003 SP1                                                                           | Windows XP, Server 2003                                                                                  |
| IE6  | 6.0 SP3  |                 | 21/04/2008    | Ultimi aggiornamenti inclusi con Windows XP SP3. Supporto esteso fino all'8 aprile 2014. | Windows XP SP3                                                                                            | Windows XP                                                                                               |
| IE7  | 7.0      |                 | 18/10/2006    | Supporto del canale alpha PNG; correzione problemi di rendering per i CSS; navigazione a schede; supporto ai certificati SSL EV; filtro anti-phishing; integrazione della piattaforma per i feed Web; nuova GUI; schede rapide; miglioramenti in prestazioni, stabilità, sicurezza e compatibilità applicazioni. | Windows Vista, Server 2008                                                                                | Windows XP SP2 e SP3, Server 2003 SP1 e SP2, Vista, Server 2008                                          |
| IE8  | 8.0      | 8.0.6001.18702  | 19/03/2009    | CSS 2.1, servizi contestuali; acceleratori; Web Slice; isolamento delle schede e protezione DEP attiva per impostazione predefinita; recupero automatico da crash; miglioramento filtro anti-phishing e malware ("SmartScreen"); utilizzo di 6 connessioni a server HTTP per una migliore reattività ai siti Web; navigazione "InPrivate"; barra degli indirizzi intelligente; suggerimenti per la ricerca; raggruppamento delle schede per colore; navigazione caret; migliorati gli strumenti di sviluppo; modifiche alla visualizzazione compatibilità; migliorata la gestione dei preferiti e altre modifiche secondarie alla UI; modifiche alla modalità di blocco. Ultima versione per Windows XP e Server 2003. | Windows 7                                                                                                 | Windows 7, Server 2008 R2                                                                                |
| IE8  | 8.0      | 8.00.7600.16385 | 19/03/2009    | CSS 2.1, servizi contestuali; acceleratori; Web Slice; isolamento delle schede e protezione DEP attiva per impostazione predefinita; recupero automatico da crash; miglioramento filtro anti-phishing e malware ("SmartScreen"); utilizzo di 6 connessioni a server HTTP per una migliore reattività ai siti Web; navigazione "InPrivate"; barra degli indirizzi intelligente; suggerimenti per la ricerca; raggruppamento delle schede per colore; navigazione caret; migliorati gli strumenti di sviluppo; modifiche alla visualizzazione compatibilità; migliorata la gestione dei preferiti e altre modifiche secondarie alla UI; modifiche alla modalità di blocco. Ultima versione per Windows XP e Server 2003. | | Windows XP, Vista, Server 2003, Server 2008                                                              |
| IE9  | 9.0      | 9.0.8112.16421  | 14/03/2011    | Nuova interfaccia utente e nuova icona; supporto a CSS 3, a HTML5, a SVG e ad altri standard Web; nuovo motore JScript Chakra conforme a ECMAScript5 (ES5) e integrato nel core (modifica di architettura); aggiunto il supporto all'accelerazione hardware per il rendering Web e grafico, utilizzando Direct2D e DirectWrite; supporto ad altre funzioni DOM; supporto ai tipi di carattere WOFF; "Filtro InPrivate" rinominato in "Protezione da monitoraggio"; filtro ActiveX; funzione "Incolla e naviga"; gestore di download; possibilità di aggiungere i siti Web alla barra delle applicazioni con funzionalità Jump List; aggiunta la possibilità di aggiungere una nuova riga di tabella; aggiunta la possibilità di fissare più destinazioni per pagina; miglioramento prestazioni e interoperabilità. | | Windows Vista Platform Update, Server 2008 Platform Update, 7, Server 2008 R2                            |
| IE9  | 9.0.1    | 9.0.8112.16430  | 13/06/2011    | | | Windows Vista Platform Update, Server 2008 Platform Update, 7, Server 2008 R2                            |
| IE9  | 9.0.2    | 9.0.8112.16434  | 08/08/2011    | | | Windows Vista Platform Update, Server 2008 Platform Update, 7, Server 2008 R2                            |
| IE9  | 9.0.3    | 9.0.8112.16437  | 07/10/2011    | | | Windows Vista Platform Update, Server 2008 Platform Update, 7, Server 2008 R2                            |
| IE9  | 9.0.4    | 9.0.8112.16440  | 12/12/2011    | | | Windows Vista Platform Update, Server 2008 Platform Update, 7, Server 2008 R2                            |
| IE9  | 9.0.5    | 9.0.8112.16441  | 10/02/2012    | | | Windows Vista Platform Update, Server 2008 Platform Update, 7, Server 2008 R2                            |
| IE9  | 9.0.6    | 9.0.8112.16443  | 09/04/2012    | | | Windows Vista Platform Update, Server 2008 Platform Update, 7, Server 2008 R2                            |
| IE9  | 9.0.7    | 9.0.8112.16446  | 08/06/2012    | | | Windows Vista Platform Update, Server 2008 Platform Update, 7, Server 2008 R2                            |
| IE9  | 9.0.8    | 9.0.8112.16447  | 06/07/2012    | | | Windows Vista Platform Update, Server 2008 Platform Update, 7, Server 2008 R2                            |
| IE9  | 9.0.9    | 9.0.8112.16448  | 10/08/2012    | | | Windows Vista Platform Update, Server 2008 Platform Update, 7, Server 2008 R2                            |
| IE9  | 9.0.10   | 9.0.8112.16450  | 20/09/2012    | | | Windows Vista Platform Update, Server 2008 Platform Update, 7, Server 2008 R2                            |
| IE9  | 9.0.11   | 9.0.8112.16455  | 09/11/2012    | | | Windows Vista Platform Update, Server 2008 Platform Update, 7, Server 2008 R2                            |
| IE10 | 10.0     | 10.0.9200.16384 | 04/09/2012    | Nuova interfaccia nel linguaggio di design Microsoft; integrazione di Adobe Flash; scorrimento in avanti; segnale Do Not Track attivo per impostazione predefinita; nuova opzione per aggiornamenti automatici; supporto a standard CSS 3, HTML5 e DOM emergenti; supporto all'ECMAScript 5 Strict Mode; migliorato il supporto all'accelerazione hardware; nuovi eventi touch; nuove API Indexed Database, classicList e MSGesture; nuovi effetti per le immagini SVG; supporto a CORS, File API Writer, vettori tipizzati, proprietà user-select e font-feature-settings, sottotitolazione video HTML5, valori in virgola mobile in CSS-OM, valori reverse e alternate-reverse di animation-direction; aggiornata la quirks mode; rimosse funzionalità grafiche legacy da standards mode; possibilità di segnalare componenti ActiveX aggiuntivi per la versione desktop; migliorate le prestazioni di gesti touch e Chakra; supporto ai caratteri IVS/Emoji; eccezioni DOM e oggetti Blob più aderenti alle specifiche W3C; rimossi i filtri DX legacy. | Windows Server 2012                                                                                       | Windows 7, 8, Server 2008 R2, Server 2012                                                                |
| IE10 | 10.0     | 10.0.9200.16384 | 26/10/2012    | Nuova interfaccia nel linguaggio di design Microsoft; integrazione di Adobe Flash; scorrimento in avanti; segnale Do Not Track attivo per impostazione predefinita; nuova opzione per aggiornamenti automatici; supporto a standard CSS 3, HTML5 e DOM emergenti; supporto all'ECMAScript 5 Strict Mode; migliorato il supporto all'accelerazione hardware; nuovi eventi touch; nuove API Indexed Database, classicList e MSGesture; nuovi effetti per le immagini SVG; supporto a CORS, File API Writer, vettori tipizzati, proprietà user-select e font-feature-settings, sottotitolazione video HTML5, valori in virgola mobile in CSS-OM, valori reverse e alternate-reverse di animation-direction; aggiornata la quirks mode; rimosse funzionalità grafiche legacy da standards mode; possibilità di segnalare componenti ActiveX aggiuntivi per la versione desktop; migliorate le prestazioni di gesti touch e Chakra; supporto ai caratteri IVS/Emoji; eccezioni DOM e oggetti Blob più aderenti alle specifiche W3C; rimossi i filtri DX legacy. | Windows 8                                                                                                 | Windows 7, 8, Server 2008 R2, Server 2012                                                                |
| IE11 | 11.0     | 11.0.9600.18349 | 26/06/2013    | Nella versione Modern, Microsoft ha effettuato un restyling eliminando la barra superiore, integrandola in quella inferiore e lasciandola minimamente visibile, poiché nella versione precedente alcuni utenti riscontravano difficoltà a richiamarla. | Windows 8.1 e Windows 10                                                                                  | Windows 7 SP1 o successivi, Windows Server 2008 R2 SP1 o successivi (tranne Server 2012), Windows RT 8.1 |

     Aggiornamento di sicurezza